# Саламатов, Пётр Тимофеевич
Пётр Тимофеевич Саламатов (21 августа 1882 — после 1939) —  народный учитель, статистик, кооператор, эсер, член Всероссийского Учредительного собрания.

## Биография
Родился в крестьянской семьи в д. Жуки Юмской волости Глазовского уезда Вятской губернии. С 1895 года ученик Глазовской низшей сельскохозяйственной школы 1-го разряда в селе Парзи, но был исключен «за коноводство». В чём заключалось «коноводство», и детали исключения не известны. Но школа была двухлетним обучением, сумел окончить её Саламатов в 1899 году. Поступил слушателем в Психоневрологический институт. В 1903 вступил в партию эсеров. 
Вскоре вернулся в Глазовский уезд и поступил на работу в сельскохозяйственную школу учителем. Начиная с 1904 года, вёл в школе нелегальный марксистский кружок. Революционную литературы хранили в тайнике лесу. После того как тайник обнаружили крестьяне села Дёбы, о нём стало известно полиции. Саламатов счастливо избежал ареста выпрыгнув из окна. Служил народным учителем, занимался земской статистикой и работал в кооперации. 
29–30 декабря 1905 года участвовал в в работе северного областного съезда Всероссийского крестьянского союза в Териоках в Финляндии, где вместе П. Р. Валдаевым представлял Вятский губернский комитет ВКС.
В течение 1905 года подвергался аресту, позднее из-за грозящей высылки перешёл на нелегальное положение. Подавал заявление о поступлении на Петроградские сельскохозяйственные курсы, но, по-видимому, принят не был.
В 1913-1917 году был инструктором в Уфимском земстве. В феврале 1917-го заведующий кассой мелкого кредита в Вятке. В 1917 вятский губернский комиссар, председатель губисполкома, гласный Вятской городской думы от партии эсеров, уездного и губернского земств, член Вятского совета крестьянских депутатов. 24-28 июля 1917 года, в качестве губернского комиссара провёл в г. Вятке совещание уездных комиссаров Временного правительства по Вятской губернии.
26 октября в ответ на пришедшее из Петрограда сообщение о переходе власти большевиам 59-я сессия Вятского губернского земства во главе с председателем земского собрания П. Т. Саламатовым предложила создать  «до восстановления законной власти в центре» временный орган управления при Губернском комиссаре (то есть при том же Саламатове). Этот орган получил название Верховный Совет при Вятском губернском комиссаре.
28 октября Губернский комиссар П. Т. Саламатова приказал провести обыск в доме П. Г. Фалалеева, где располагался Вятский комитет РСДРП (б).  Обыск прошёл в ночь на 29 октября, в доме в тайнике были обнаружены  документы комитета, в печке два пистолета, а сам хозяин был арестован. Спустя месяц в том же самом доме освобождённый к  тому времени Фалалеев сформировал первый отряд вятской Красной гвардии. 
1 ноября 1917 года Саламатов попросил земское собрание  освободить его от занимаемой должности губернского комиссара. Отставка была принята с отсрочкой на 2 недели.  На последовавшей сессии губернского собрания губернским комиссаром был избран Н. И. Максимов, но вступить в должность он отказался.  26 ноября Саламатов уехал в Петроград, сдав исполнение обязанностей А. Жуковскому, но и тот отказался занять должность. 27 ноября Верховный совет Вятской губернии передал исполнение обязанностей губернского комиссара врачу В. А. Трейтеру.
Последние недели правления Саламатова были отмечены событием, оставившим заметный след в революционной истории Вятки. Летом и осенью 1917 года по всей стране  прокатались череда пьяных бунтов. Не миновали они и Вятскую губернию 8 октября  в городе Глазове солдаты 154-го запасного полка проникли в пивной склад Ижевского товарищества (купца Бодалева), разгромили винный погреб и посудно-колониальный магазин Смышляева, галантерейно-мануфактурный магазин Торочкова, магазин Тукациера с часами и музыкальными инструментами, последний к тому же подожгли. 9 октября в 6 утра в  Саламатов прибыл в Глазов. С помощью отряда в 100 человек  из Вятки и отряда из Перми Саламатову удалось восстановить спокойствие. 10 ноября 1917 года вернувшийся в Вятку Салматов решил во избежание повторения глазовской истории уничтожить имевшиеся в городе запасы спирта. Он  вместе с управляющим акцизным управлением А. Т. Барановским распорядился весь спирт казенного винного склада акцизного ведомства слить в реку Вятку по технической канализационной трубе кожевенного завода  Торгового Дома  «Денис Зонов с сыновьями». Оказалась, что труба открывалась выше уреза воды зимой и на льду Вятки, возникло гигантское «пьяное озеро». Жители города, слободы Думково, крестьяне из пригородных деревень - все спешили к "озеру" с всевозможной посудой в руках. Хождения к пьяному озеру продолжилась три дня - 11, 12 и 13 ноября. Пьяны были многие в том числе и городская милиция.
В ноябре 1917 году избран в члены Учредительного собрания в Вятском избирательном округе по списку № 3 (Совет крестьянских депутатов и эсеры). Участвовал в единственном заседании Учредительного Собрания 5 января 1918 года.
В 1918-1920 годах член президиума Совета всероссийских кооперативных съездов, член правления Московского кредитного союза, преподаватель в Высшем кооперативном институте. В 1920-1921 годах – член правления Московского общества сельского хозяйства. В марте 1921 года был арестован Московской ЧК, но вскоре выпущен.

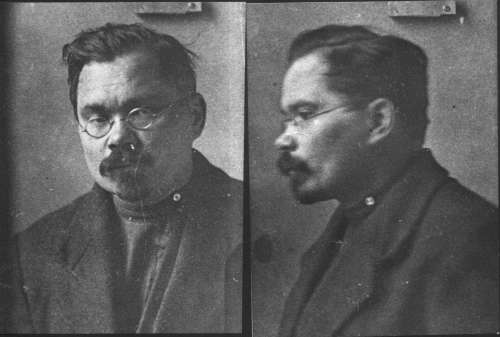
Тюремная фотография, 1922? г.

С 1921 года член Всероссийского комитета помощи голодающим (ВКПГ). 2 августа 1921 года был снова арестован органами ВЧК по обвинению в антисоветской деятельности. 6 октября 1921 года на допросе в ВЧК М. М. Щепкина следователи выясняли имеет ли он отношение к документу «Воссоздание единой России», обнаруженному при обыске в Сельскохозяйственном Обществе в кабинете, где занимался П. Т. Саламатов. По сообщению "Известий" от 8 декабря 1921 года накануне были арестованы 5 членов ВКПГ, включая Н. М. Кишкина, Е. М. Кафьевой, П. Т. Саламатова, С.Н. Прокоповича, В. Ф. Булгакова. Вскоре из-под стражи освобожден под поручительство. По другим сведениям арестован по эту делу вместе с другими членами Комитета помощи голодающим в 1923 году. 
В 1922-1924 годах служил председателем правления Мосселькредитсоюза, в 1924-1925 годах являлся заместителем заведующего кредитно-плановым отделом Центрального Сельхозбанка и членом правления Сельхозбанка РСФСР. С 1926 по 1931 год  был членом правления Россельбанка.  
Арестован по делу «Трудовой крестьянской партии» и в 1931 году осуждён на 10 лет. Постановлением Коллегии ОГПУ от 23 июля 1931 года осуждён на 10 лет лагерей. Срок отбывал в Белбалтлаге и Дмитровлаге НКВД СССР. Освобожден  29 августа 1935 года досрочно освобожден из Дмитровлага по зачетам рабочих дней. По этому делу реабилитирован в 1957.
В 1935-1937 годах остался работать на строительстве канала Москва-Волга вольнонаёмным в должности экономиста. В 1937-1939 годах жил в Боровском районе Московской области, служил экономистом-плановиком в артели «Алабинский металлист».

## Труды
- Кредитная кооперация по данным тысяча девятьсот тринадцатого года. [Предисл. и ред. П. Саламатова] 1914, Б. м. 85 с.
- Салаватов П. Ревизионные союзы и инструкторство // Вестник кооперативных союзов. Выпуск II. М.: Издание Совета Всероссийских кооперативных съездов, 1918.

### Рекомендуемые источники
- Наши избранники. Биографии кандидатов в Учр. Собрание по списку № 3. 2. Саламатов Петр Тимофеевич //Народное дело. 1917. 26 октября (№ 3). С. 4.

## Комментарии
1. ↑  C 1909 данное учебное заведение именовалось Глазовское сельскохозяйственное училище, после октябрьской революции – Парзинский сельскохозяйственный техникум, с 1960 г. – Сельскохозяйственное профессионально-техническое училище (СПТУ) № 7, а с 1984 г. – СПТУ № 35[1].
2. ↑  До последних лет помещения завода занимало ООО Кожевенно-Меховой Завод "Метако", компания ликвидирована 11 января 2010 года[8]